# Regla de sant Francesc

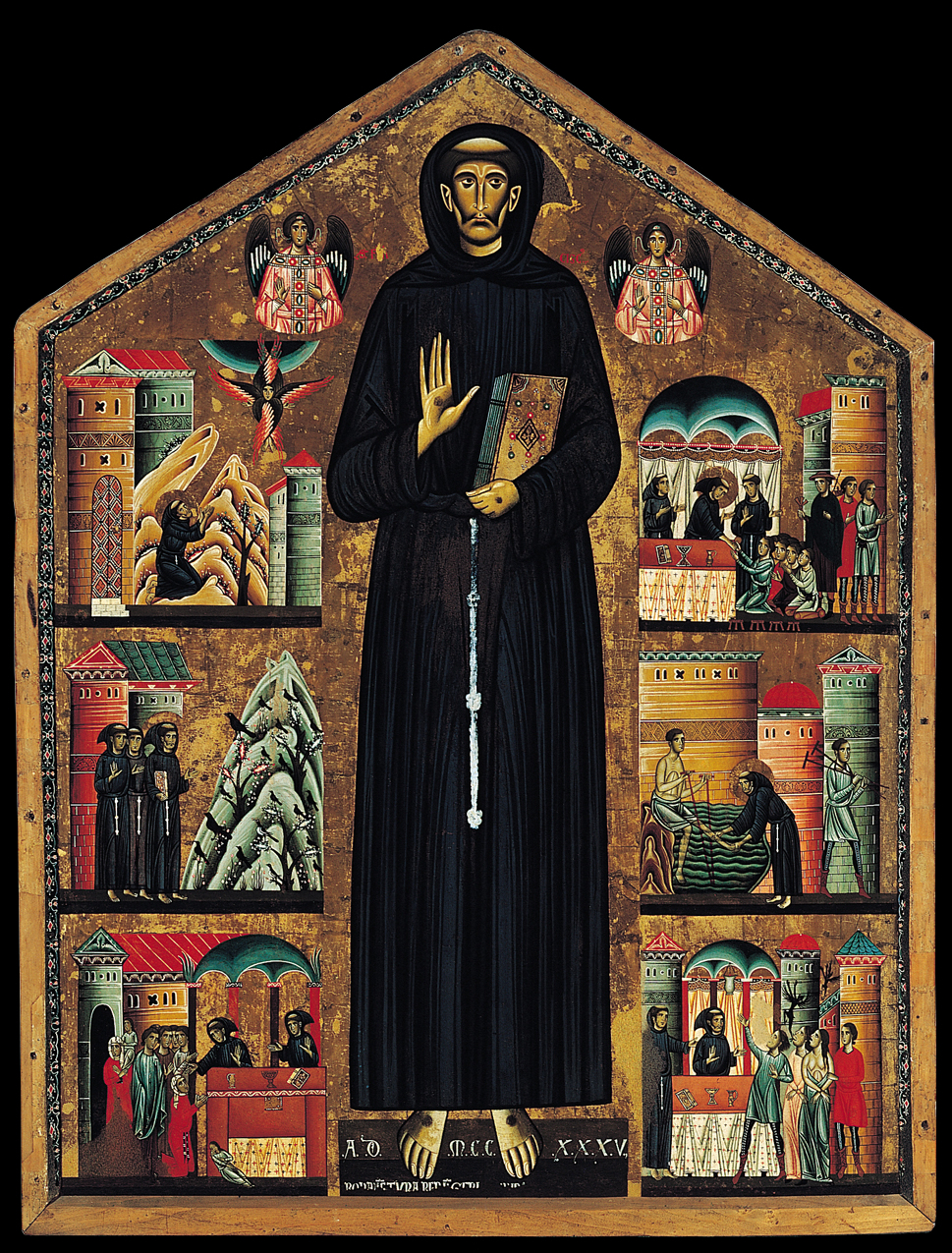
Escenes de la vida de sant Francesc, icona de Bonaventura Berlinghieri, de 1235, conservada a l'església de Sant Francesc de Pescia (Itàlia). Com a tot fundador medieval, Francesc d'Assís és representat moltes vegades amb el text de la Regla a les seves mans.

La Regla de sant Francesc, també coneguda com a Segona regla de sant Francesc, Regla franciscana o Regla bulada, és el document legislatiu definitiu redactat pel religiós catòlic italià Francesc d'Assís, que regula la vida quotidiana de l'Orde dels Germans Menors, fundada per ell. D'aquest document existeix una primera versió coneguda com a Propositum o Primera regla i una versió intermèdia coneguda com a Regla no butllada. Aquest document normatiu és seguit pels membres de les branques franciscanes masculines que pertanyen al Primer Orde de Sant Francesc i és la base legislativa de les regles per als membres homes que vulguin viure vida contemplativa o pel Segon Orde de monges de clausura. A més, és el fonament de les constitucions de nombroses congregacions religioses o altres instituts i societats que beuen de l'espiritualitat franciscana.

## Història

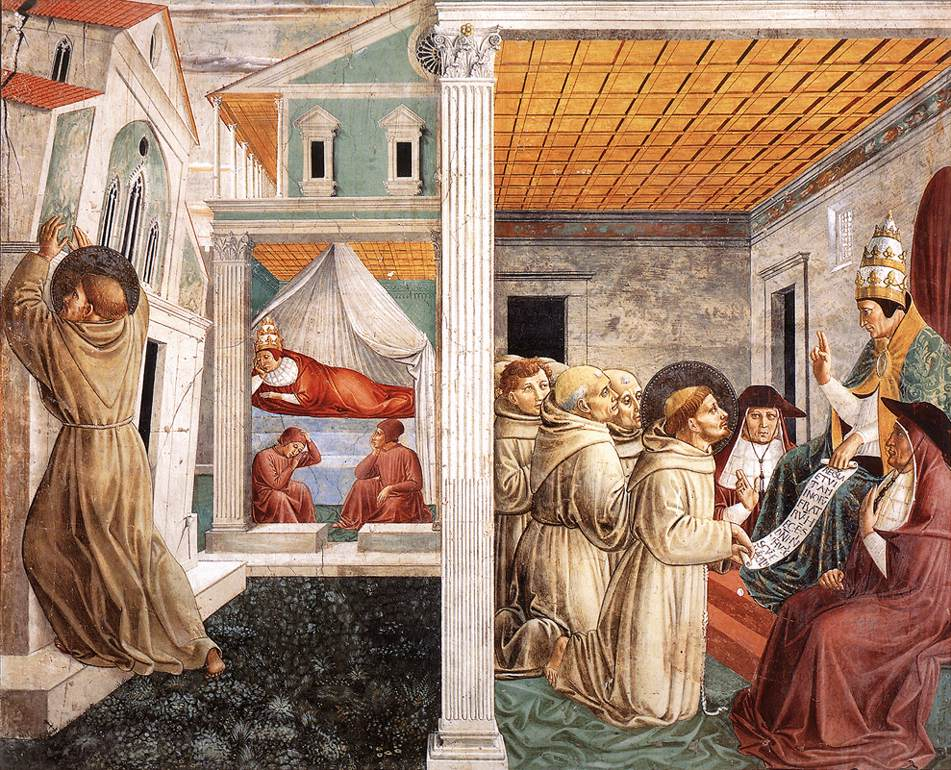
L'aprovació de la Regla franciscana per Innocenci III, fresc elaborat pel pintor italià Benozzo Gozzoli, el 1452, conservat en el complex de Museus de Sant Francesc de Montefalco (Itàlia). Quan Francesc es presenta davant el papa Innocenci III, el pontífex li dona una aprovació oral. A aquest primer document se'l coneix com a Porpositum o Primera regla.

El procés de redacció de la Regla de sant Francesc es pot dividir en tres parts: en primer lloc la redacció d'un Propositum o Primera regla, aprovada oralment per Innocenci III; en segon lloc es troba la Regla no butllada, una versió ampliada, aprovada pel capítol general de 1221 i després oralment per Honori III; i finalment la Regla butllada també aprovada pel mateix papa el 1223.

### Propositum
El Propositum, també conegut com a Primera regla va ser la primera redacció d'un document per part de Francesc d'Assís. És el fonament de la Regla franciscana i es tracta d'una col·lecció d'escrits de Francesc, redactats entre 1209 i 1210, que recullen una sèrie de normes que regulaven la naixent comunitat de germans menors. Francesc, amb alguns companys, decideix anar a Roma per demanar l'aprovació de la nova regla. Després de tres mesos de vagar pels carrers de Roma és rebut per Innocenci III, que va aprovar oralment la regla i va donar permís als germans menors de predicar l'Evangeli.
Aquest primer document contenia més aviat una col·lecció de frases preses de l'Evangeli, sense cap elaboració teològica i de manera senzilla i breu, que assenyalaven un estil de vida pobra, sense res propi i en obediència a l'Església, la qual cosa ho diferenciava de la majoria dels moviments pauperístics de llavors, com els càtars. El text original està perdut.

### Regla no bulada

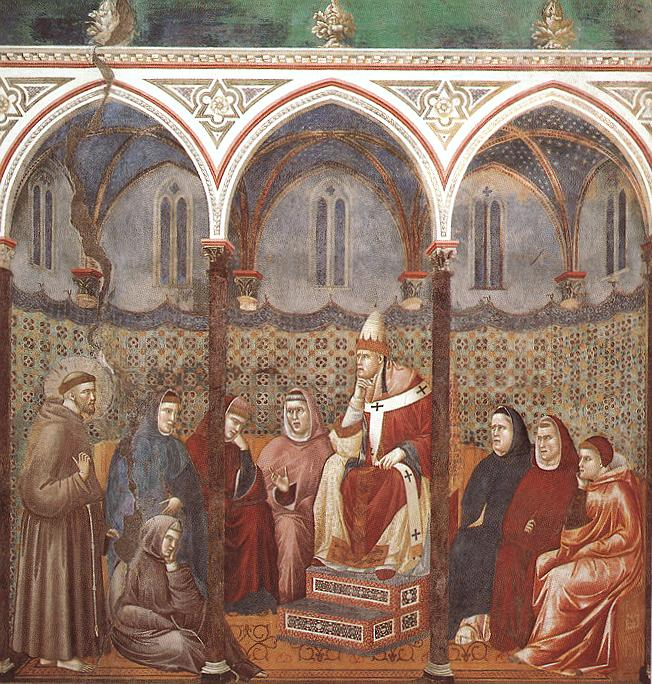
Francesc predica davant el papa Honori III, fresc d'abans de 1337, obra del pintor italià Giotto, a la basílica de Sant Francesc d'Assís. Honori III va aprovar de paraula (sense butlla) l'anomenada Regla no butllada (1221) i, mitjançant butlla Solet annuere, del 29 de novembre de 1223, la Regla de sant Francesc, coneguda com a Regla butllada.

Durant l'absència de Francesc, quan es trobava a Orient, els vicaris generals a Itàlia, van introduir modificacions que contrariaven la simplicitat del text original de Francesc: dejunis i abstinències més freqüents, una estricta disciplina, la construcció d'esglésies i convents, i sobretot la construcció de cases d'estudi. Avisat d'això, Francesc va tornar a Itàlia (1220), va fer revocar aquests canvis, i va introduir noves normatives: obediència als superiors, permisos per viatges i un any de noviciat obligatori per als candidats. Li va ser conferit com a cardenal protector Ugolino di Conti (futur Gregori IX), que li va aconsellar la redacció d'una regla.
Francesc es va dedicar a redactar-la, seguidament va renunciar al govern de l'Orde i va convocar un capítol general (1221). En aquest capítol, Elies de Cortona va ser elegit com a ministre general i es van aprovar els 23 capítols de la Regla que, no obstant això, no va ser presentada al papa. Per tant, no es va constituir en un document oficial, raó per la qual cosa és coneguda com no butllada. Aquest document es caracteritza per un marcat estil de pobresa i va ser aprovat oralment per Honori III.

### Regla bulada
La regla definitiva i en vigor va ser escrita per Francesc al santuari de Fonte Colombo, amb l'ajut del cardenal Ugolino di Conti que li dona forma jurídica. Aquest document va ser aprovat per Honori III, mitjançant butlla Solet annuere del 29 de novembre de 1223.

## Contingut

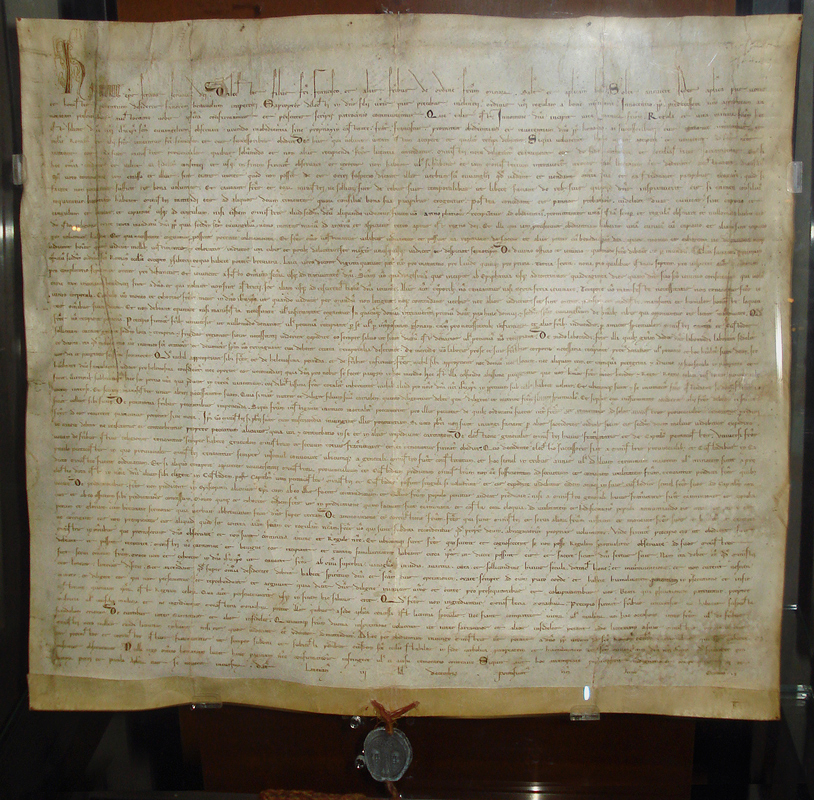
Text original de la Regla de sant Francesc de 1223, coneguda com a Regla bulada i que és el document oficial i en vigor, fonament jurídic i espiritual de l'estil de vida dels germans menors.

El document final conegut com a Regla de sant Francesc o Regla franciscana es compon de dotze capítols, que salvaguarden el més essencial de l'esperit originari. No obstant això, l'element jurídic i institucional va triomfar sobre l'element carismàtic. Amb tot, Francesc es va mostrar sempre obedient a l'Església i mai es va lamentar d'això.
Els temes que es presenten en la Regla butllada, a grans trets són: l'Evangeli, com el punt de referència indispensable que il·lumina i anima el seguiment radical de Jesucrist (capítols 1 i 12); reconeix l'Església com l'àmbit dins del qual es desenvolupa la vida evangèlica dels germans (capítols 1 i 12); l'acolliment fratern dels nous germans que arriben i les primeres exigències del seguiment de Jesucrist (capítol 2); la penitència, com a esforç permanent de conversió (capítol 2); l'oració i el dejuni, com a expressió de dedicació a Déu i de penitència (capítol 3); la minoritat, com a condició específica dels germans que van pel món (capítol 3); la pobresa de coses i de mitjans quan es va pel món (capítol 4); la gràcia de treballar i la seva relació amb la subsistència i l'esperit d'oració i devoció (capítol 5); el no tenir res propi com a llibertat pels qui col·laboren en la construcció del Regne (capítol 6); la fraternitat, com a actitud de comunió, de servei i de perdó al germà espiritual (capítols 6 i 7); els ministres i els capítols, com a estructures d'animació i de servei a la vida fraterna (capítol 8); la predicació i les exigències de la evangelització (capítol 9); l'obediència i el servei de l'autoritat (capítol 10); posseir l'Esperit del Senyor i la seva santa operació, meta suprema de la Regla (capítol 10); la castedat, com a expressió de llibertat (capítol 11); la missió entre els infidels, i les seves exigències (capítol 12), i la fidelitat a l'Evangeli promès i els recursos per aconseguir-la (capítol 12).

## Llegat
L'esperit de la Regla de sant Francesc ha tingut una gran influència en la comunitat cristiana en general. L'estil de vida marcat per Francesc i recollit en aquest document s'ha estès pels cinc continents i ha estat, en qualsevol manera, pres com a model de vida per a nombrosos instituts religiosos o seculars, indiferentment del seu grau d'agregació a la família franciscana o fins i tot si no pertanyen a aquesta. La regla de vida de Francesc roman la base de les constitucions actuals de les diferents branques de l'Orde franciscà. Tot i això, hi ha hagut divergències que han conduït a escissions i divisions al llarg dels segles.

### Primer Orde

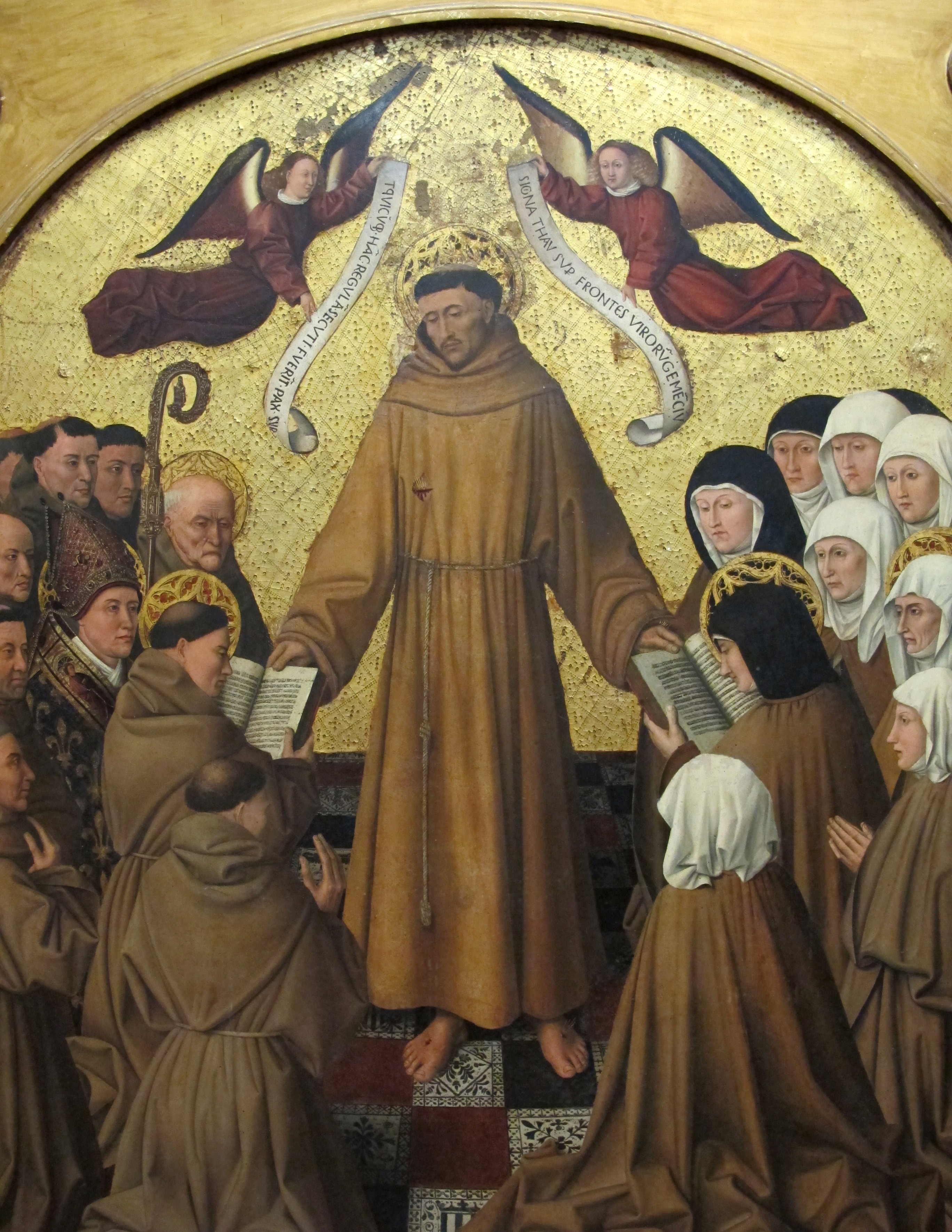
Sant Francesc lliura la Regla als ordes franciscans, oli sobre taula, obra del pintor napolità Colantonio, elaborat entre 1440 i 1470. Es conserva en el Museu de Capodimonte de Nàpols (Itàlia).

Francesc dirigeix la Regla a la fraternitat que ha fundat. En aquest sentit, regla i fraternitat són imbricades la una en l'altra, per tant la fraternitat no pot viure sense una regla i la regla no té sentit sense una fraternitat que la posi en pràctica. Per aquest motiu la fraternitat, l'Orde de Germans Menors, ha llegit l'esperit de la Regla, més que la lletra mateixa, com un document que no transmet només un contingut informatiu, sinó especialment performatiu, ja que pretén ser una forma de vida que permet i facilita la conformació amb Jesucrist. Per tant, l'objectiu de la Regla, com ho veuen els franciscans d'avui, és suscitar una manera de pensar, de viure i d'actuar, que ha estat contínuament represa, reformulada i precisada per les diverses Constitucions que s'han escrit a través del temps.
Les Constitucions Generals de l'Orde dels Germans Menors tenen com a fonament la Regla de sant Francesc, que s'han adaptat a les necessitats dels temps actuals.

### Segon Orde
Alguns han volgut veure en la Regla de santa Clara una còpia literal de la de Francesc, quan en realitat són dos documents diferents, escrits per a dos tipus de vida diversa, a causa que la regla franciscana va ser escrita per a frares de vida activa o apostòlica, mentre que la de les monges clarisses era un document legislatiu per a la vida contemplativa. No obstant això, no es pot negar la influència que Francesc d'Assís va exercir en Clara d'Assís: segons la tradició, ell la va ajudar a redactar la seva pròpia regla per al naixent Orde de Sant Damià (els membres del qual van ser coneguts més tard com a «clarisses»).
L'aportació d'una regla de vida a l'altra no està en la lletra sinó en l'esperit de Francesc. Clara va prendre de la regla franciscana el que li podia servir per a la seva. La característica més important de l'herència que la regla de les clarisses va assumir de la franciscana, va ser el caràcter evangèlic i el valor de la pobresa, del qual Clara va ser una de les més grans defensores. No es pot dubtar que els capítols 1, 8 i 10 de la Regla de santa Clara han marcat la fesomia de la Segona Ordre i van ser heretats de la Regla de sant Francesc (corresponen als capítols 1, 6 i 10 de la regla bulada). De fet, el capítol 10 va ser literalment pres de la regla franciscana.

### Orde Seglar
Pel que fa a l'Orde Franciscà Seglar, igual que el Segon Orde, hereten l'esperit de la Regla de sant Francesc però no les normatives. Segons el Codi de Dret Canònic, un seglar, laic o sacerdot no assumeix la regla de la mateixa manera, ja que els religiosos es consagren per mitjà de vots públics, mentre que els terciaris prometen viure segons l'Evangeli, característica fonamental de la regla franciscana. Els franciscans seglars tenen per normativa de vida, les normes aprovades per Pau VI el 1978. Dona una idea d'autonomia clarament expressada en les Constitucions, l'esperit de les quals i fonament és la regla de Francesc, però adaptada a la vida seglar.